# Asunción Ansorena
María Asunción Ansorena Conto (Madrid, 11 de junio de 1952 - Luxemburgo, 15 de julio de 2008) fue una diplomática española, embajadora de España en Paraguay y Luxemburgo, subdirectora general en el Ministerio de Asuntos Exteriores y directora general de la Casa de América.

## Biografía
Licenciada en Derecho, ingresó en la carrera diplomática en 1979. Tras dos años como secretaria de primera clase en la Embajada de España en Senegal (1984-1986), pasó a la Oficina de Información Diplomática (OID) del Ministerio de Asuntos Exteriores, donde fue subdirectora general de 1990 a 1993. Ese año fue nombrada embajadora por vez primera, con destino en Paraguay, puesto en el que permaneció hasta 1996. Tras un breve tiempo en Colombia, donde intervino en algunas mediaciones humanitarias con la guerrilla, regresó a Madrid y se hizo cargo de la subdirección general de México, Centroamérica y Caribe hasta 2000, momento en el que fue nombrada directora general de la Casa de América. En ella permaneció seis años, en los que fue ratificada en el cargo pese a los cambios de gabinete en 2004 (salida del popular José María Aznar y entrada del socialista José Luis Rodríguez Zapatero) y donde desarrolló una intensa labor reconocida por la institución y sus compañeros con un homenaje en noviembre de 2008. Tras dejar la Casa de América en 2006, al año siguiente fue destinada como embajadora a Luxemburgo, cargo que ocupaba al tiempo de su fallecimiento.
Formó parte del Patronato de la Fundación Consejo de España-Estados Unidos y estaba en posesión de la Orden de Isabel la Católica, la del Imperio Británico, y otras distinciones de Alemania, Chile, El Salvador y Perú.